# Puchar Ameryki Północnej w narciarstwie alpejskim mężczyzn 2016/2017
Puchar Ameryki Północnej w narciarstwie alpejskim mężczyzn w sezonie 2016/2016 to 47. edycja tego cyklu. Pierwsze zawody odbyły się 7 grudnia 2016 roku w kanadyjskim Lake Louise, a ostatnie rozegrane zostały 23 marca 2017 roku w amerykańskim Sugarloaf.

## Podium zawodów
| Lp. | Data            | Miejscowość            | Konkurencja     | 1. Miejsce           | 2. Miejsce           | 3. Miejsce          |
| --- | --------------- | ---------------------- | --------------- | -------------------- | -------------------- | ------------------- |
| 1.  | 7 grudnia 2016  | Lake Louise            | Zjazd           | Nicholas Krause      | Tyler Werry          | Broderick Thompson  |
| 2.  | 8 grudnia 2016  | Lake Louise            | Zjazd           | Tyler Werry          | Broderick Thompson   | Felix Monsen        |
| 3.  | 11 grudnia 2016 | Panorama               | Supergigant     | Joan Verdú           | Brodie Seger         | James Crawford      |
| 4.  | 12 grudnia 2016 | Panorama               | Supergigant     | Joan Verdú           | Brodie Seger         | Adam Barwood        |
| 5.  | 13 grudnia 2016 | Panorama               | Superkombinacja | Kieffer Christianson | River Radamus        | James Crawford      |
| 6.  | 14 grudnia 2016 | Panorama               | Gigant          | Phil Brown           | Kieffer Christianson | William St-Germain  |
| 7.  | 15 grudnia 2016 | Panorama               | Gigant          | Phil Brown           | Kieffer Christianson | Hig Roberts         |
| 8.  | 17 grudnia 2016 | Panorama               | Slalom          | Hig Roberts          | Phil Brown           | David Ketterer      |
| 9.  | 18 grudnia 2016 | Panorama               | Slalom          | David Ketterer       | Phil Brown           | Hig Roberts         |
| 10. | 2 stycznia 2017 | Stowe Mountain Resort  | Gigant          | Nicholas Krause      | Phil Brown           | Dustin Cook         |
| 11. | 4 stycznia 2017 | Stowe Mountain Resort  | Slalom          | David Ketterer       | Hig Roberts          | William St-Germain  |
| 12. | 4 stycznia 2017 | Stowe Mountain Resort  | Slalom          | Jett Seymour         | Garret Driller       | Sandy Vietze        |
| 13. | 5 stycznia 2017 | Stowe Mountain Resort  | Gigant          | Hig Roberts          | Nicholas Krause      | Erik Arvidsson      |
| 14. | 3 lutego 2017   | Vail Mountain          | Slalom          | David Ketterer       | Trevor Philp         | Erik Read           |
| 15. | 4 lutego 2017   | Vail Mountain          | Slalom          | Mark Engel           | Phil Brown           | David Ketterer      |
| 16. | 1 lutego 2017   | Copper Mountain Resort | Gigant          | Erik Read            | Trevor Philp         | Dominic Demschar    |
| 17. | 2 lutego 2017   | Copper Mountain Resort | Gigant          | Trevor Philp         | Phil Brown           | George Steffey      |
| 18. | 6 lutego 2017   | Copper Mountain Resort | Zjazd           | Broderick Thompson   | Sam Morse            | Kipling Weisel      |
| 19. | 6 lutego 2017   | Copper Mountain Resort | Zjazd           | Tyler Werry          | Sam Morse            | Andreas Romar       |
| 20. | 9 lutego 2017   | Copper Mountain Resort | Supergigant     | Nicholas Krause      | Broderick Thompson   | Drew Duffy          |
| 21. | 10 lutego 2017  | Copper Mountain Resort | Supergigant     | Nicholas Krause      | Broderick Thompson   | Kipling Weisel      |
| 22. | 11 lutego 2017  | Copper Mountain Resort | Superkombinacja | Tyler Werry          | Kipling Weisel       | Hig Roberts         |
| 23. | 17 marca 2017   | Mont Ste-Marie         | Gigant          | Tim Jitloff          | Ryan Cochran-Siegle  | Trevor Philp        |
| 24. | 18 marca 2017   | Mont Ste-Marie         | Gigant          | Trevor Philp         | Tim Jitloff          | James Crawford      |
| 25. | 19 marca 2017   | Mont Ste-Marie         | Slalom          | David Ketterer       | Trevor Philp         | Mark Engel          |
| 26. | 20 marca 2017   | Mont Ste-Marie         | Slalom          | David Ketterer       | AJ Ginnis            | Erik Read           |
| 27. | 22 marca 2017   | Sugarloaf              | Supergigant     | Erik Arvidsson       | Jared Goldberg       | Brodie Seger        |
| 28. | 23 marca 2017   | Sugarloaf              | Supergigant     | Kipling Weisel       | Jared Goldberg       | Ryan Cochran-Siegle |
| 29. | 23 marca 2017   | Sugarloaf              | Superkombinacja | Sam Mulligan         | Trevor Philp         | Kipling Weisel      |